# 32.
◄ | 1. stoljeće pr. Kr. | 1. stoljeće | 2. stoljeće | ►
◄ | 0-ih | 10-ih | 20-ih | 30-ih | 40-ih | 50-ih | 60-ih | ►
◄◄ | ◄ | 29. | 30. | 31. | 32. | 33. | 34. | 35. | ► | ►►
Astronomija • Književnost • Kršćanstvo

## Rođenja
- 25. travnja – Oton, Marcus Salvius Otho, Rimski car

## Vanjske poveznice
|  | Zajednički poslužitelj ima još gradiva o temi 32. |